# Roemeense hamster
De Roemeense hamster (Mesocricetus newtoni) is een wilde hamster, verwant aan de Syrische goudhamster, die enkel voorkomt langs de noordwestkust van de Zwarte Zee.
Met de goudhamster kan de Roemeense hamster jongen krijgen, maar deze zijn onvruchtbaar. Tussen de twee dieren zitten verschillen in het aantal chromosomen: de Roemeense hamster heeft er 38, de goudhamster 44.
De wetenschappelijke naam van de soort is voor het eerst geldig gepubliceerd door Alfred Nehring in 1898 als Cricetus newtoni. De soortnaam newtoni verwijst naar de Engelse zoöloog Alfred Newton.

## Beschrijving
De Roemeense hamster lijkt op de goudhamster. De vacht is echter wat doffer gekleurd. De buik van de Roemeense hamster is bijna geheel wit. Op de kruin heeft de hamster een donker gebied, die in een streep naar achteren loopt en ophoudt bij de schouderbladen. Tussen de onderste rand van de wang en de zijkant van de schouder loopt een zwarte streep.
De Roemeense hamster is 13 tot 18 centimeter lang en 80 tot 115 gram zwaar. Het staartje is slechts 12 tot 20 millimeter lang.

## Gedrag
De Roemeense hamster is een nachtdier, dat overdag rust in zijn gangenstelsel. Een gangenstelsel bestaat uit meerdere gangen en kamers, die dienen als nestkamer of als opslagkamer. De gangen en holen kunnen vrij dicht onder het grondoppervlak liggen. De Roemeense hamster leeft solitair, en indringers in zijn gangenstelsel worden weggejaagd.
In gevangenschap is waargenomen dat onder mannetjes de sociale positie wordt bepaald door de grootte van de klieren op de flanken. De flanken van mannetjes zijn groter dan die van vrouwtjes. Met de flanken schuren de dieren langs objecten.
De Roemeense hamster eet groene plantendelen, zaden, vruchten, maar ook vlees. De hamster heeft wangzakken, waarin voedsel kan worden vervoerd.

## Voortplanting
In het wild plant het dier zich enkel in de lente en de zomer voort. Na een draagtijd van vijftien dagen worden één tot twaalf jongen per worp geboren. Deze jongen zijn na 56 tot 70 dagen geslachtsrijp.

## Verspreiding en leefgebied
De Roemeense hamster komt voor in graslanden, cultuursteppen, ruig gras langs de rand van velden, beboste hellingen en droge rotsachtige steppen. Hij komt enkel voor rond de Zwarte Zee, in Oost- en Zuid-Roemenië, Noord-Bulgarije, Moldavië en Zuid-Oekraïne.